# Czerwonka Poleśna
Czerwonka Poleśna – wieś w Polsce położona w województwie lubelskim, w powiecie lubartowskim, w gminie Firlej.
W latach 1975–1998 miejscowość administracyjnie należała do województwa lubelskiego.
Wieś stanowi sołectwo gminy Firlej. Według Narodowego Spisu Powszechnego (III 2011 r.) wieś liczyła  mieszkańców.
Wierni Kościoła rzymskokatolickiego należą do parafii Przemienienia Pańskiego w Firleju.